# Tiago Splitter
Tiago Splitter (Blumenau, 1985. január 1. –) németországi zsidó származású brazil visszavonult kosárlabdázó. A 2012. évi nyári olimpiai játékokon az 5. helyen végzett a kosárlabda-válogatott-tal. A brit csapat ellen 21 pontjával ő volt a brazilok legjobbja.
Rendelkezik spanyol állampolgársággal is.

## Családja
Ükapja, Johann Splitter feleségével, Anna Saul-lal költözött az 1870-es években Brazíliába. A család otthon maradt részéből hatan a holokauszt áldozatai lettek.